# لیدینت
لیدینت (انگلیسی: Leadiant) شرکت داروسازی ایتالیایی است، که در سال ۱۹۵۷ تأسیس شد.